# 2008年の道路
2008年の道路（2008ねんのどうろ）とは、2008年（平成20年）に起こった道路関係の出来事をまとめたページである。
2007年の道路 - 2008年の道路 - 2009年の道路

## 出来事の一覧

### 1月
- 19日
  - （開通）  阪神高速8号京都線 上鳥羽出入口 - 第二京阪道路・阪神高速接続部 (5.5 km)
  - （開通）  第二京阪道路 第二京阪道路・阪神高速接続部 - 巨椋池IC (0.9 km)
- 24日
  - （無料開放）  三陸自動車道 矢本石巻道路 鳴瀬奥松島IC - 石巻河南IC (12.4 km)
- 29日
  - （拡幅）  山陰自動車道 松江道路 松江中央IC前後区間 (1.0 km) (2車線→4車線)

### 2月
- 15日
  - （開通）  都城志布志道路 末吉松山有明道路 松山IC - 有明北IC (4.1 km)
- 23日
  - （開通）  新名神高速道路 亀山連絡路 亀山JCT - 亀山西JCT (5.3 km)
  - （開通）  新名神高速道路 亀山西JCT - 大津JCT (42.0 km)
  - （開通）  新名神高速道路 大津連絡路 大津JCT - 草津田上IC (2.4 km)
  - （路線名称変更）  名神高速道路 支線（草津田上IC - 草津JCT） → 新名神高速道路 大津連絡路
  - （開通）  山陰自動車道 萩・三隅道路 明石IC/PA - 三隅IC (7.1 km)

### 3月
- 1日
  - （PA供用）  北関東自動車道 波志江PA
- 8日
  - （開通）  北関東自動車道 伊勢崎IC - 太田桐生IC (16.0 km)
- 9日
  - （開通）  江府三次道路 高道路 全線 (3.0 km)
- 15日
  - （開通）  北関東自動車道 宇都宮上三川IC - 真岡IC (7.5 km)
- 16日
  - （IC供用）  釜石自動車道 仙人峠道路 滝観洞IC
  - （BS供用）  中国自動車道 筒賀BS（筒賀PAに併設）
- 17日
  - （拡幅）  国道1号 静清バイパス 静岡市清水区八坂西 - 鳥坂IC (4.1 km) (2車線→4車線)
- 20日
  - （BS供用）  新名神高速道路 土山BS（土山SAに併設）
- 22日
  - （開通）  国道506号 那覇空港自動車道 豊見城東道路 豊見城IC - 豊見城・名嘉地IC (2.7 km)
  - （開通）  中九州横断道路 千歳大野道路 千歳IC - 大野IC (8.7 km)
- 24日
  - （IC供用）  国道1号 静清バイパス 能島IC
  - （高架化供用）  国道1号 静清バイパス 昭府IC - 平和IC
- 25日
  - （開通）  長崎南環状線 戸町IC - 新戸町IC (1.1 km)
- 29日
  - （開通）  国道468号 首都圏中央連絡自動車道 鶴ヶ島JCT - 川島IC (7.7 km)
  - （開通）  甲賀湖南道路 栗東水口道路 湖南市岩根 - 湖南市菩提寺 (6.4 km)
  - （開通）  山陰自動車道 名和・淀江道路 名和IC - 大山IC (4.7 km)
  - （開通）  有明海沿岸道路 大牟田高田道路 大牟田IC - 高田IC (9.8 km)
  - （開通）  有明海沿岸道路 高田大和バイパス・大川バイパス 大和南IC - 大川中央IC (12.0 km)
- 30日
  - （開通）  東北中央自動車道 主寝坂道路 金山北IC - 中田仮出入口（現・外沢IC） (4.9 km)
  - （開通）  紀勢自動車道 那智勝浦新宮道路 新宮市三輪崎 - 那智勝浦IC (8.9 km)　
  - （開通）  鳥取自動車道 志戸坂峠道路 智頭南IC - 智頭IC (9.6 km)
  - （IC名称変更）  鳥取自動車道 志戸坂峠道路 尾見IC → 智頭南IC
  - （PA供用）  鳥取自動車道 志戸坂峠道路上り線 福原PA
- 31日
  - （IC供用）  南九州西回り自動車道 鹿児島道路 美山IC
  - （無料開放）  本坂トンネル有料道路 全線 (2.0 km)
  - （路線廃止）  鹿児島県道274号薩摩万世停車場線[1]
  - （路線廃止）  鹿児島県道292号南田布施停車場線[1]
  - （路線廃止）  鹿児島県道293号北田布施停車場線[1]

### 4月
- 1日
  - （BS供用）  鳥取自動車道 志戸坂峠道路 福原BS
- 5日
  - （無料開放）  勝浦有料道路 全線 (3.6 km)
- 11日
  - （開通）　 伊豆縦貫自動車道 天城北道路 【連絡路】 修善寺IC - 大平IC (1.6 km)
- 12日
  - （開通）  北関東自動車道 桜川筑西IC - 笠間西IC (8.9 km)
- 13日
  - （IC供用）  中央自動車道 飯田山本IC
  - （開通）  国道474号 三遠南信自動車道 飯喬道路 飯田山本IC - 天龍峡IC (7.2 km)
  - （無料開放）  茶臼山高原道路 全線 (14.2 km)
- 19日
  - （開通）  福岡都市高速5号線 堤出入口 - 野芥出入口 (3.1 km)
- 20日
  - （開通）  紀勢自動車道 熊野尾鷲道路 尾鷲南IC - 三木里IC (5.3 km)
- 26日
  - （開通）  九州中央自動車道 北方延岡道路 北方IC - 舞野IC (6.4 km)

### 5月
- 22日
  - （開通）  国道113号 赤湯バイパス 南陽市鍋田 - 南陽市島貫 (2.0 km)
- 28日
  - （開通）  務安-光州高速道路 羅州IC - 西光州IC (11.0 km)

### 6月
- 1日
  - （開通）  阪神高速8号京都線 山科出入口 - 鴨川東出入口 (2.7 km)
- 20日
  - （無料開放）  尾張パークウェイ 全線 (7.7 km)
- 28日
  - （開通）  東九州自動車道 津久見IC - 佐伯IC (13.0 km)

### 7月
- 1日
  - （無料開放）  中伊豆バイパス 全線 (2.8 km)
- 5日
  - （開通）  東海北陸自動車道 飛驒清見IC - 白川郷IC (24.9 km)
- 18日
  - （PA供用）  国道468号 首都圏中央連絡自動車道 狭山PA
  - （拡幅）  東海北陸自動車道 瓢ヶ岳PA - 郡上八幡IC (8.3 km) (2車線→4車線)
- 31日
  - （拡幅）  高知自動車道 馬立PA - 大豊IC (13.7 km) (2車線→4車線)
  - （拡幅）  高知自動車道 南国SA - 高知IC (2.3 km) (2車線→4車線)

### 8月
- 3日
  - （開通）  国道4号 花巻東バイパス (3.3 km)
  - （交通事故）  埼玉県さいたま市のガソリンスタンドに向けて5号池袋線 下りを走行中のタンクローリーが熊野町ジャンクション内の急な右カーブを曲がり切れずに横転し、左側側壁に衝突。運転手は腰を強く打ち重傷、積み荷は5時間半あまりに渡って炎上した。

- 5日
  - （開通）  国道4号 平泉バイパス (3.4 km)
- 11日
  - （IC供用）  大分自動車道 大分光吉IC（宮崎方面側出入口）
- 30日
  - （IC供用）  国道450号 旭川紋別自動車道 奥白滝IC

### 9月
- 1日
  - （無料開放）  那須甲子有料道路 全線 (12.1 km)
- 4日
  - （無料開放）  真鶴道路（旧道） 全線 (10.7 km)
- 13日
  - （開通）  京都縦貫自動車道 丹波綾部道路 綾部安国寺IC - 京丹波わちIC (7.7 km)
- 30日
  - （無料開放）  河野海岸有料道路 全線 (9.2 km)

### 10月
- 1日
  - （無料開放）  西神戸有料道路 全線 (5.3 km)
- 25日
  - （開通）  国道3号 黒崎バイパス 黒崎北ランプ - 陣原ランプ (2.9 km)
- 26日
  - （無料開放）  松戸三郷有料道路 全線 (2.2 km)

### 11月
- 11日
  - （JCT供用）  山陽自動車道 山口JCT（山陽自動車道 山口南IC方面 ⇔ 中国自動車道 山口IC方面）
  - （開通）  平沢-忠州高速道路 南安城IC - 大所JCT (21.2 km)
- 14日
  - （拡幅）  磐越自動車道 船引三春IC - 郡山東IC (4.9 km) (2車線→4車線)
- 17日
  - （開通）  釧路中標津道路 阿歴内道路 川上郡標茶町阿歴内 - 川上郡標茶町塘路 (0.8 km)
  - （路線名称変更）  馬山外郭高速道路（山仁JCT - 漆原JCT - 昌原JCT） → 南海高速道路
  - （路線名称変更）  南海高速道路（山仁JCT - 内西JCT - 昌原JCT） → 南海高速道路第一支線
- 24日
  - （開通）  山陰近畿自動車道 東浜居組道路 東浜IC - 居組IC (3.5 km)
- 29日
  - （開通）  帯広広尾自動車道 川西中札内道路 幸福IC - 中札内IC (6.0 km)
- 30日
  - （拡幅）  磐越自動車道 いわきJCT - いわき三和IC (4.1 km) (2車線→4車線)
  - （拡幅）  磐越自動車道 差塩PA - 小野IC (7.2 km) (2車線→4車線)

### 12月
- 20日
  - （開通）  北関東自動車道 真岡IC - 桜川筑西IC (14.9 km)
  - （PA供用）  北関東自動車道 壬生PA
  - （PA供用）  北関東自動車道 笠間PA
- 25日
  - （開通）  金谷御前崎連絡道路 金谷相良道路 倉沢IC - 牧之原IC (5.3 km)
- 29日
  - （開通）  釜山-蔚山高速道路 海雲台IC - 蔚山JCT（韓国・釜山市 - 蔚山市） (47.2 km)